# Окрент Лев Лазаревич
Лев Лазаревич Окрент (15 березня 1922 — 2005, Німеччина) — український та радянський балетмейстер і кіноактор.

## Біографія
Уродженець міста Батумі.
Працював у Києві. У 2000 переїхав до Німеччини.
Похований у Раштатті на міському цвинтарі.

## Родина
Перша дружина — Ада Мінічна Кравцова (1921, Вище — 1966), її батько — Міна Васильович Кравцов, начальник Лисичанського районного управління Донбасводтреста. Від неї дочка — Тетяна Львівна Духовна.
Друга дружина — Надія Окрент (ур. Шундровська). Син Михайло.

## Фільмографія
- «Третій удар» (1948, асистент режисера у співавт.)

Акторські кінороботи:
- 1959 — «Літа молодії»
- 1962 — «Їхали ми, їхали...»
- 1971 — «Бумбараш» —  Ліон, перукар атаманші Тульчинської
- 1972 — «Схованка біля Червоних каменів» —  Анвар
- 1976 — «Припустимо — ти капітан...» —  бігун з собакою
- 1976 — «Хвилі Чорного моря» —  сусід, член міської ради
- 1978 — «Будьте готові, Ваша високосте!» —  посол східної країни
- 1988 — «Галявина казок» —  чемпіон вулиці по доміно
- 1990 — «Дамський кравець» —  епізод
- 1992 — «Серця трьох»
- 1992 — «Таємниця вілли»
- 1993 — «Пастка» —  Голосовкер, лікар
- 1995 — «Обережно! Червона ртуть!» —  Лев Борисович Сац
- 1999 — «День народження Буржуя»
- 2000 — «Всім привіт»